# Peugeot 309
Peugeot 309 je malý osobní automobil francouzské automobilky Peugeot (koncern PSA). Peugeot 309 se vyráběl mezi lety 1985–1993, poté byl v licenci vyráběn také v Indii (1994–1997).

## Historie
Model 309 byl původně zamýšlen jakožto nový model značky Talbot pod názvem Arizona a měl nahradit modelovou řadu Horizon. Koncern PSA se ale během roku 1985 rozhodl ukončit prodej vozů značky Talbot a vůz byl přejmenován a prodáván pod značkou Peugeot. První 309 sjela z výrobního pásu v Rytonu v říjnu 1985, samotný prodej začal začátkem následujícího roku. Model 309 neměl za úkol nahradit Peugeot 305 a proto byl pojmenován 309 (náhrada za 305 měla být logicky 306), nadále měla číslovka poukázat na původ vozu (Talbot). Peugeot 309 se vyráběl v pětidveřové verzi, od roku 1987 i v třídveřové.

## Facelift a nástup 306
V roce 1989 přišel Peugeot s upravenou verzí 309, která měla pozměněná zadní světla, sníženou nákladovou hranu kufru, lepší antikorozní ochranu (pozink), Převodovku (zpětný chod pod pátým převodovým stupněm namísto vedle prvního převodového stupně),také byl nabízen 4stupňový automat. dále upravený interiér a větší nabídkou motorů. Model 309 byl dodáván s opravdu širokou paletou motorů, jak vznětových tak zážehových od obsahu 1.1 až po 1.9, specialitou pak byl motor XU9 o obsahu 1905 cm³ s výkonem 115, 122 a 130 koňských sil, které byly montovány do řady 309 GTi.
V roce 1993 Peugeot představil modelovou řadu 306, s jejímž příchodem skončila výroba řady 309. Peugeot 306 v mnoha směrech využívá odkaz svého předka a do prvních řad byly montovány motory které byly používány již v řadě 309.
V tomto voze bylo používáno celkem 17 motorů,zde je jejich specifikace.
Benzínové motory:
```
E1 1118 40,0 6000 86,0 Nm/3000
E1A 1118 40,5 6000 88,0 Nm/3000
TU 1/K 1124 44,1 5800 87,5 Nm/3200
TU 1M/Z 1124 44,1 6200 87,5 Nm/3800
TU 3F2/K 1360 55,0 5800 114 Nm/3800
TU 3M/Z 1360 55,0 6200 109 Nm/4000
XU52C/K 1580 68,0 6250 128 Nm/3250
XU5 M3/Z 1580 65,0 6400 128 Nm/3000
XU5 JA/K 1580 83,0 6250 131 Nm/4000
XU 92C/K 1905 80,0 6000 160 Nm/3500
XU 9M/Z 1905 80,0 6000 158 Nm/3000
XU9 JA/K 1905 93,5 6000 161 Nm/4750
XU 9JA/Z 1905 88,0 6000 150 Nm/3000
XU 9J1/Z 1905 72,0 6000 140 Nm/3000
XU 9J4/K 1905 116,0 6500 177 Nm/5000
XU 9J4/Z 1905 108,0 6400 166 Nm/5000
```

Dieselové motory:
```
XUD7/K 1769 43,5 4600 110 Nm/2000
XUD7/K 1769 57,5 4300 157 Nm/2100
XU D9/K 1905 47,0 4600 118 Nm/2070
XU D9/Y 1905 47,0 4600 118 Nm/2000
```